# Stazioni ferroviarie di Torino
1 Torino Grosseto
2 Torino Lingotto
3 Torino Porta Nuova
4 Torino Porta Susa
5 Torino Rebaudengo Fossata
6 Torino Stura

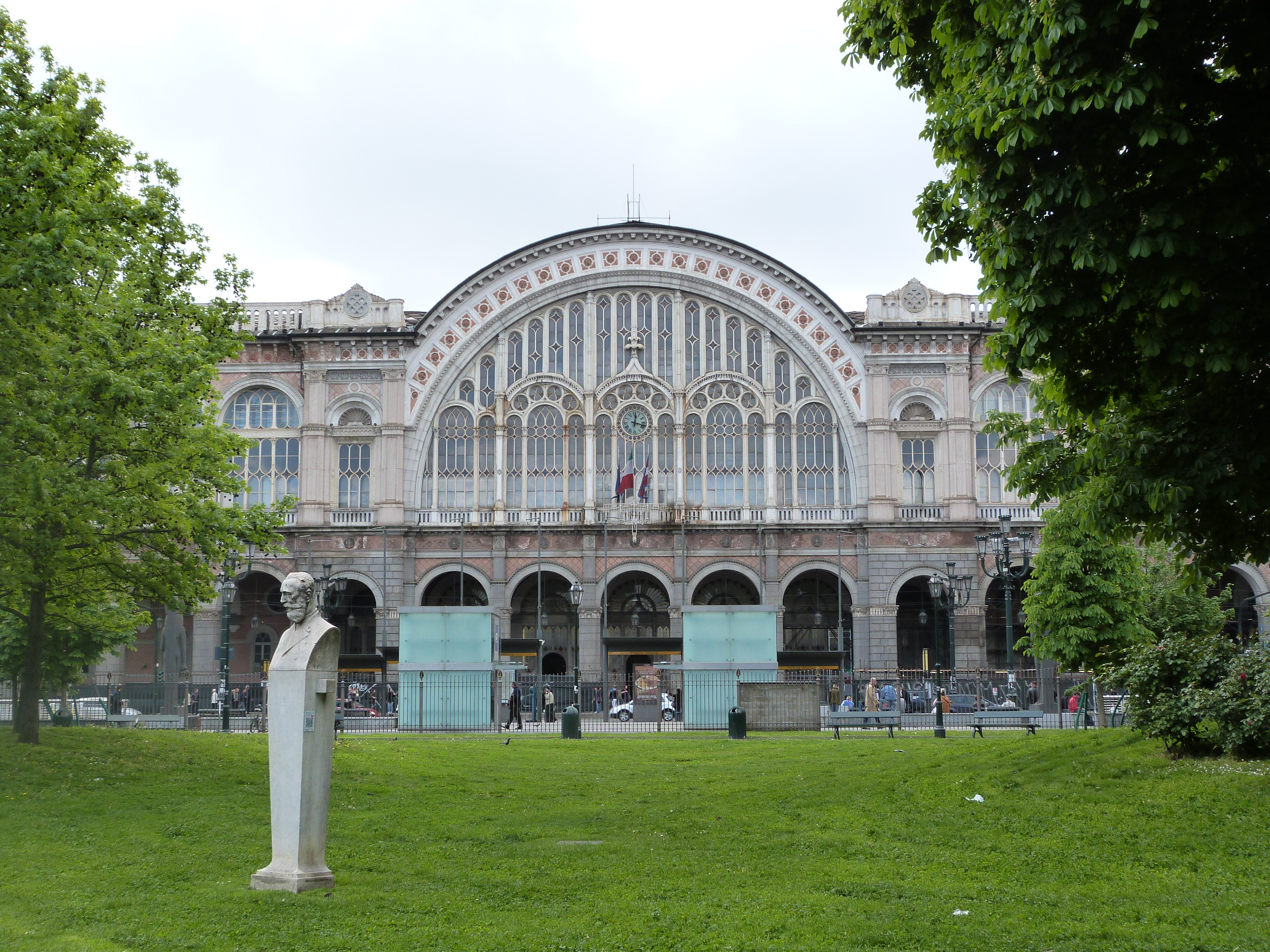
Stazione di Torino Porta Nuova

Torino è un importante nodo ferroviario, con collegamenti nazionali e internazionali. Al 2024, è dotata di 6 stazioni ferroviarie destinate al servizio viaggiatori, servite da treni di differenti operatori: Trenitalia, Italo-Nuovo Trasporto Viaggiatori e SNCF.
L'infrastruttura principale del nodo è il passante ferroviario di Torino, che negli anni 2010 è stato oggetto di lavori di quadruplicamento e interramento, consentendo la creazione del servizio ferroviario metropolitano di Torino, attivato nel 2012. Il progetto prevede anche la costruzione di nuove fermate urbane e la ristrutturazione di altre.

## Trasporto internazionale/Alta Velocità e nazionale
- Stazione di Torino Porta Nuova (20 binari): classificata platinum da RFI[1], è la stazione di testa del nodo torinese, da cui si dipartono: la ferrovia Torino-Milano, la ferrovia Torino-Genova, la ferrovia Torino-Fossano-Savona e la linea SFM3 Torino-Bardonecchia. È la terza stazione italiana per flusso di passeggeri[2]. È servita da tutte le categorie di treni di Trenitalia, che assicurano veloci collegamenti verso tutta Italia. È sede di interscambio con linee della rete urbana di bus e tram, e la metrò.
- Stazione di Torino Porta Susa (6 binari), classificata gold da RFI[1], è la seconda stazione del capoluogo piemontese per importanza.

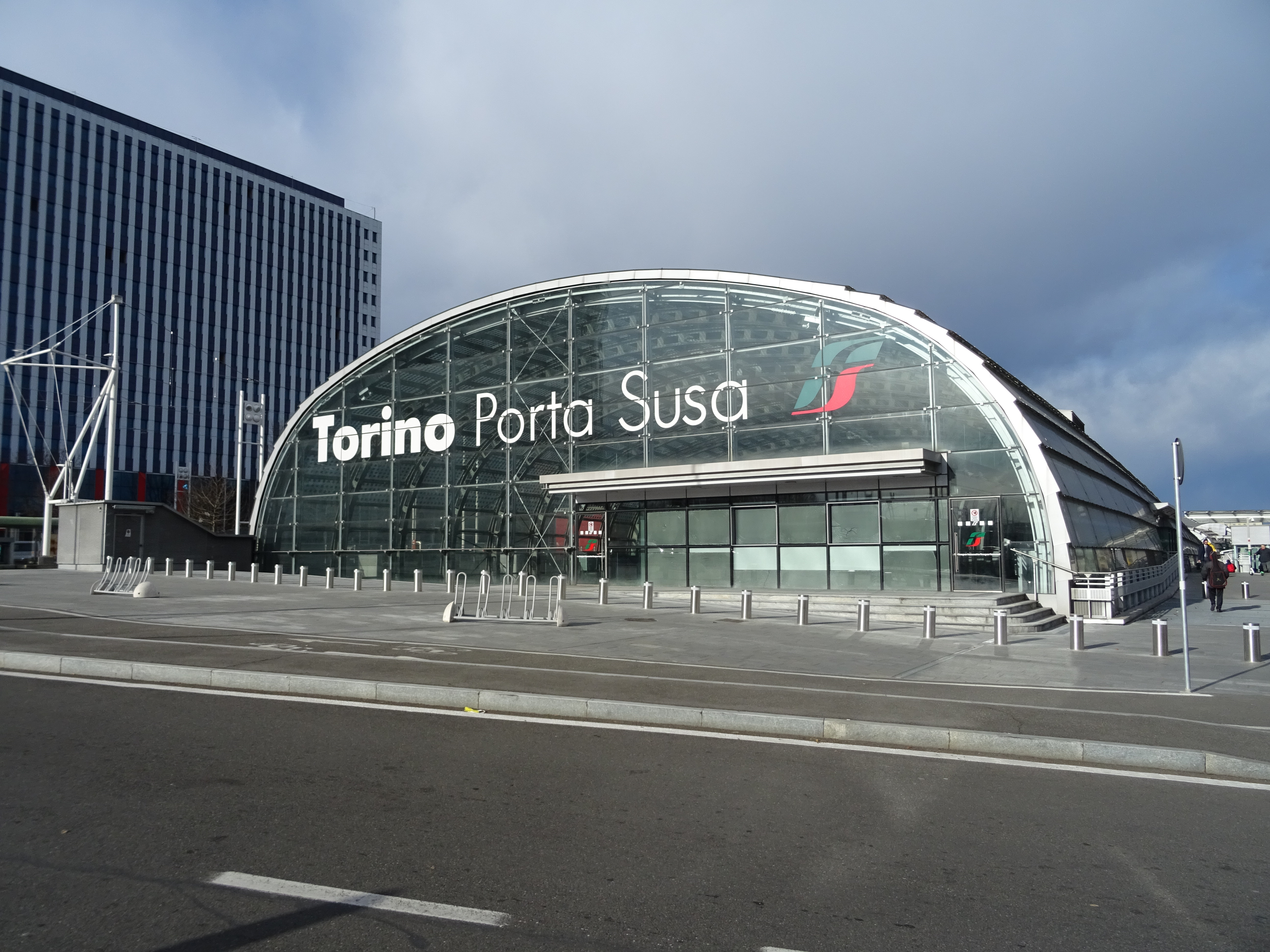
La nuova stazione di Torino Porta Susa

Nel 2008 è stata attivata la sua parte sotterranea per sostituire la vecchia Stazione di Torino Porta Susa in superficie, dalla quale sono stati progressivamente trasferiti i convogli che vi fermavano. Si trova a metà del percorso del passante ferroviario e sta acquisendo notevole importanza nel panorama del trasporto ferroviario del capoluogo piemontese grazie all'attivazione del Treno Alta Velocità e del Servizio Ferroviario Metropolitano di Torino. È stato completato il nuovo fabbricato fuori terra, un'innovativa struttura in vetro dalla forma di un semicilindro orizzontale dal profilo sinuoso, destinato a diventare un simbolo architettonico piemontese. È servita da treni locali e regionali, oltre che dai servizi nazionali transitanti sulla ferrovia Torino-Milano. Porta Susa sotterranea è stata aperta al pubblico il 14 dicembre 2008 e permette interscambio con diverse linee della rete di superficie urbana di bus e tram, e la metropolitana.

## Trasporto regionale, locale e metropolitano

### Stazioni in uso
- Stazione di Torino Lingotto (13 binari): classificata gold da RFI[1], è una stazione passante, la terza più importante del capoluogo piemontese. È servita da treni locali e regionali diretti a Torino Porta Nuova e Porta Susa, SFM1, SFM2, SFM4, SFM6, SFM7, oltre che dai servizi regionali per la Liguria transitanti sulla ferrovia Torino-Genova e sulla ferrovia Torino-Fossano-Savona. Consente l'interscambio con diverse linee urbane di bus.

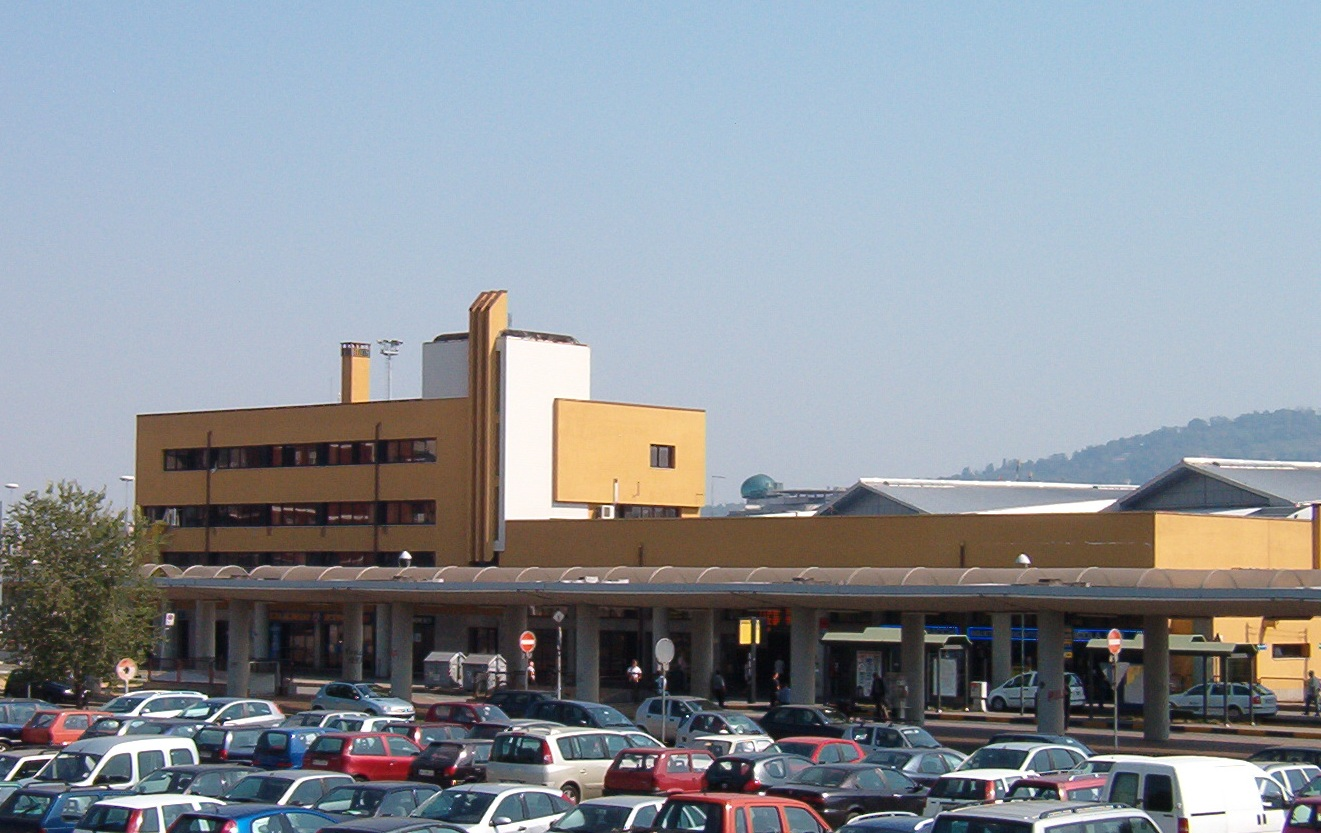
Stazione di Torino Lingotto

- Stazione di Torino Stura (9 binari): è la fermata più settentrionale di Torino. Costituisce la porta d'accesso da nord al capoluogo piemontese ed è anche capolinea della linea SFM6 per Asti. Consente l'interscambio con diverse linee bus urbane ed extraurbane e con il tram 4 (fermata sotterranea).

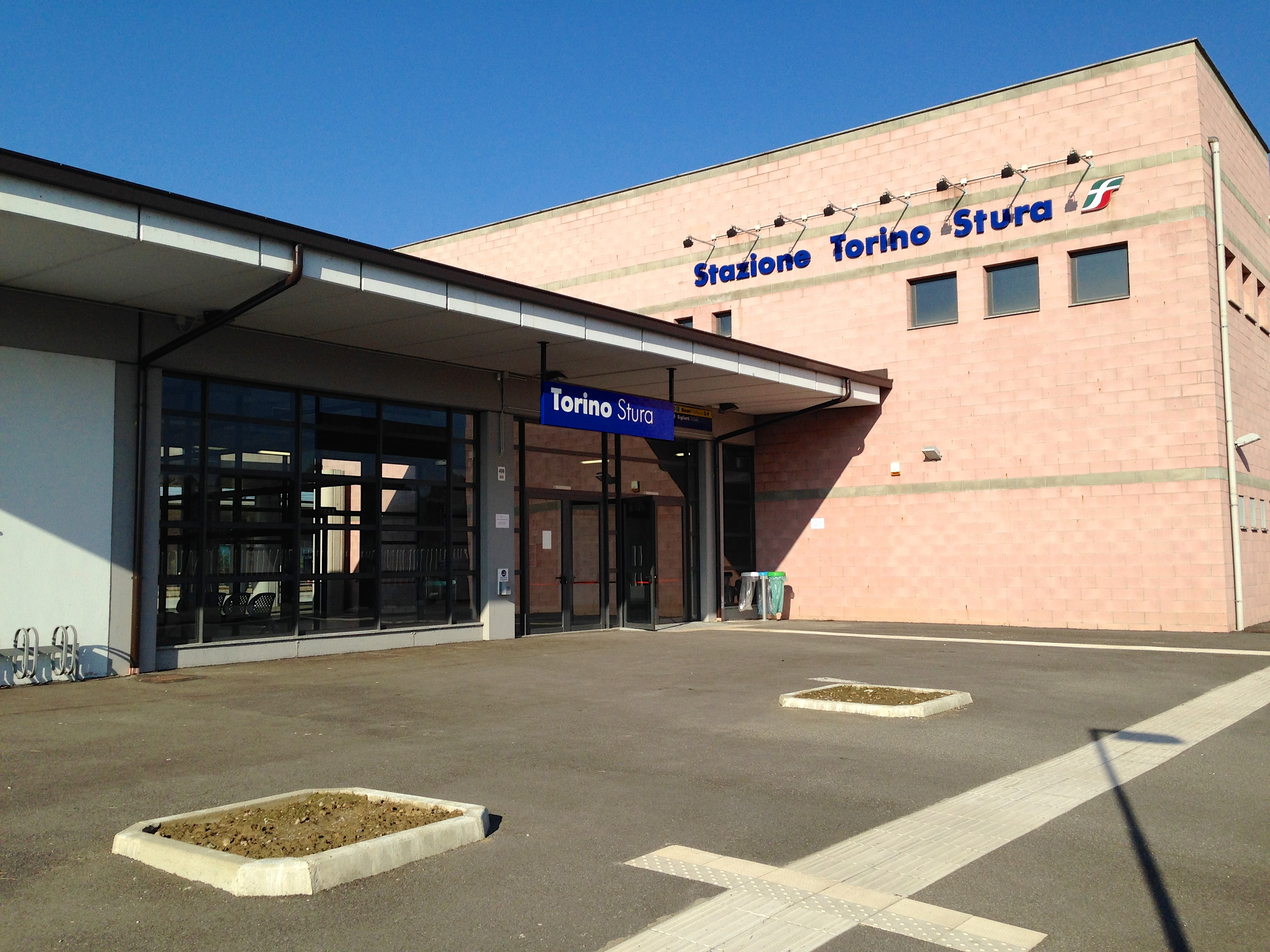
Stazione di Torino Stura

- Stazione di Torino Rebaudengo Fossata (5 binari): è una fermata sotterranea attiva dal 9 dicembre 2012, situata nel quartiere di Rebaudengo. Fermano solo i treni del servizio ferroviario metropolitano. È raggiunta da diverse linee di bus urbani.
- Stazione di Torino Grosseto (2 binari): è una fermata sotterranea della ferrovia Torino-Ceres. Fermano solo i treni del servizio ferroviario metropolitano.

### Stazioni in costruzione o in progetto
- Stazione di Torino Zappata: sarà una fermata sotterranea del Passante ferroviario attualmente realizzata al rustico sotto l'area della Clessidra, la zona racchiusa dal quadrivio Zappata, punto in cui si incontrano il passante ferroviario, la ferrovia Torino-Bardonecchia, la linea diretta con Torino Porta Nuova. La zona è già servita con diverse linee della rete di superficie urbana di bus e tram, con la fermata della metropolitana in progettazione
- Stazione di Torino San Paolo, collocata nell'omonimo quartiere torinese. Attualmente è adibita solo per lo smistamento di merci dirette allo scalo merci Orbassano, ma è in progetto una sua trasformazione in fermata per linee ferroviarie metropolitane. È posta sulla linea ferroviaria Torino-Bardonecchia, da dove parte il bivio per Orbassano e il bivio Crocetta che permette l'instradamento dei convogli su questa stazione verso Torino nord, evitando di fare manovra a Porta Nuova.

## Stazioni dismesse
- Imbarcadero di Torino Porta Nuova: è la vecchia stazione di Porta Nuova, costruita in materiale ligneo e provvisorio nel 1848, prima della costruzione della stazione monumentale che adesso conosciamo. Aperta all'esercizio nel 1848 come fabbricato provvisorio, fu sostituita dalla Stazione Porta Nuova.
- Torino Porta Susa: è la vecchia stazione di Porta Susa, aperta all'esercizio nel 1856 e sostituita definitivamente dalla nuova stazione sotterranea il 18 ottobre 2009, ma era gradualmente diminuito il traffico dal 1987 con la costruzione del passante ferroviario.
- Stazione di Torino Vanchiglia: era uno scalo merci in zona Vanchiglia, dismesso nel 1990 a seguito della chiusura dei vicini stabilimenti industriali causando un ripensamento del sistema ferroviario cittadino con l'ampliamento del terminale intermodale di Torino Orbassano ed è scollegato dalla rete per la costruzione del passante ferroviario.

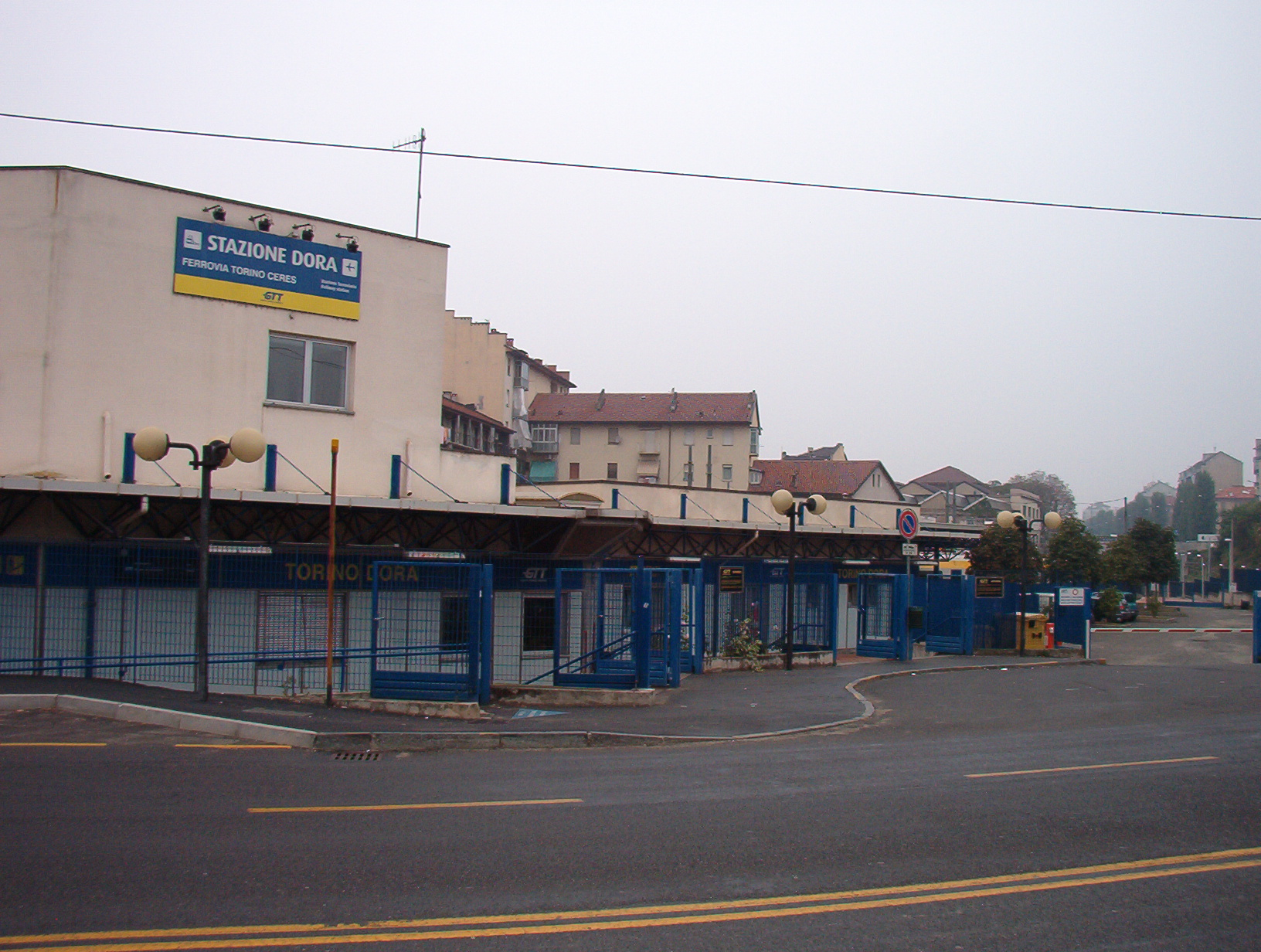
Stazione di Torino Dora GTT

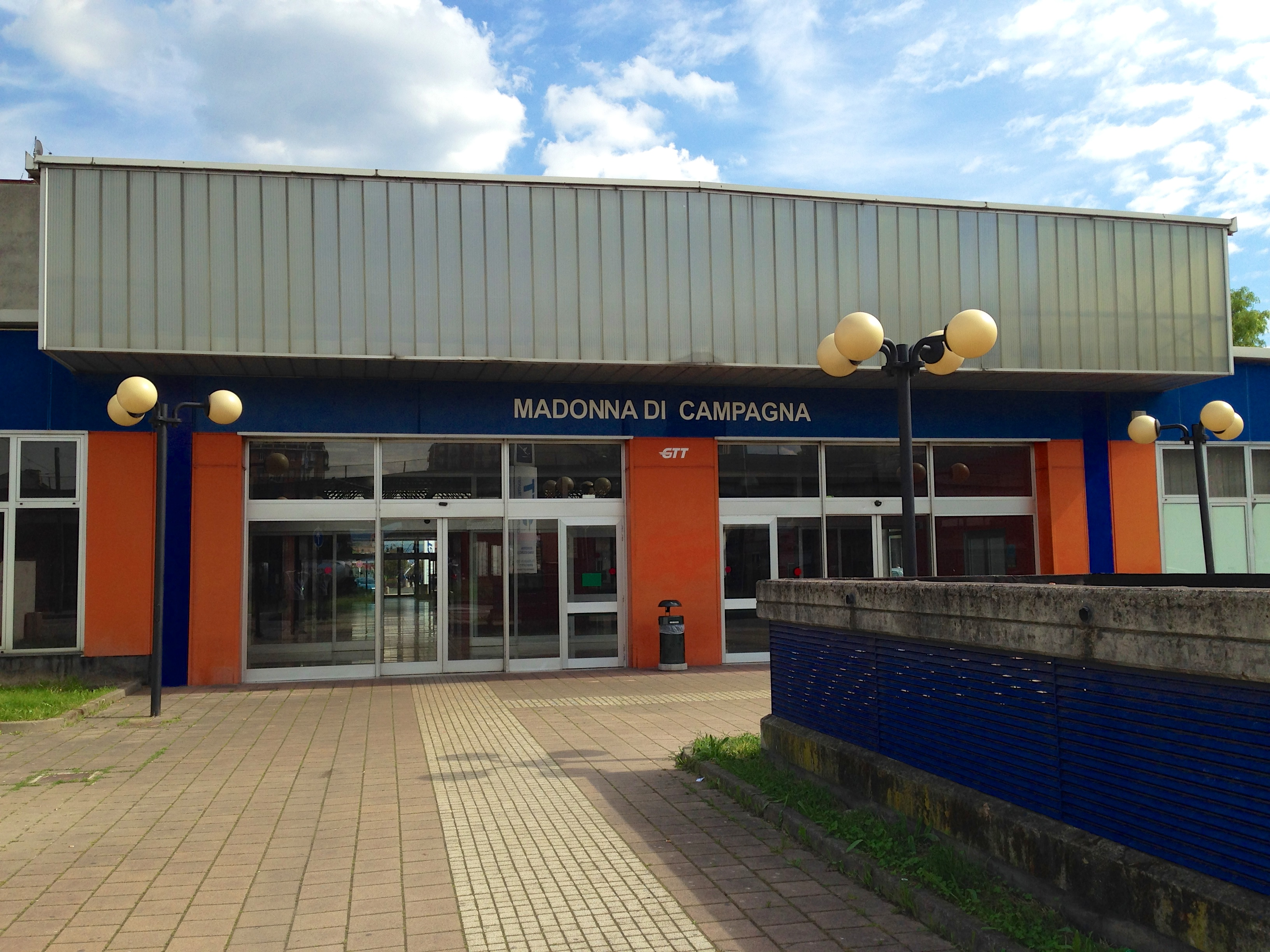
Stazione di Madonna di Campagna

- Stazione di Torino Porta Milano: conosciuta anche come "stazione di Ponte Mosca" per la vicinanza all'omonimo ponte sulla Dora Riparia, e colloquialmente "stazione della Cirié-Lanzo", ha costituito il capolinea della ferrovia Torino-Ceres dal 1869, anno della sua apertura, sino al 1987, quando il capolinea è stato arretrato alla stazione GTT di Torino Dora per la costruzione del passante ferroviario.
- Stazione di Torino Dora: fu attivata nel 1902.[3] È stata dismessa con l'entrata in servizio del passante ferroviario; il fabbricato viaggiatori fu demolito il 18 marzo 2011. Probabilmente sarà sostituita da un nuovo impianto in sotterranea a meridione del precedente. Era servita da treni regionali e locali.
- Stazione di Torino Dora GTT: questa stazione è stata il capolinea della ferrovia Torino-Ceres dal 1990. È stata chiusa il 25 agosto 2020 a causa dei lavori per il nuovo percorso, che si riallaccerà alla linea Torino-Milano alla fermata Rebaudengo-Fossata.
- Stazione di Torino Smistamento: scalo merci dismesso nel 1985.
- Stazione di Torino Valdocco: era uno scalo merci vicino alla Stazione Dora, sull'asse da Porta Susa vecchia ed era noto anche come Scalo Dora. Cronologicamente antecedente a Torino Vanchiglia, ha svolto servizio dal 1905 per poi essere dismesso e infine demolito nel 2010.[4]
- Scalo di Torino Vallino: vecchio scalo merci sito in piazza Nizza, interessato da un'opera di rigenerazione urbana.[5]
- Stazione di Madonna di Campagna: era una stazione sotterranea sulla Torino-Ceres che aveva preso il posto della stazione originale in superficie demolita per fare posto al tratto sotterraneo nel 1990. Come per Torino Dora GTT è stata chiusa il 25 agosto 2020 a causa dei lavori per il riallacciamento alla Torino Milano che ora interessano anche il tratto di linea in esercizio. Nel 2024 è stata sostituita dalla nuova stazione di Torino Grosseto.

## Depositi locomotive
- Deposito locomotive di Torino Porta Nuova (dismesso)
- Deposito locomotive di Torino Smistamento (in uso)